# Otočac
Otočac (hrvaško Grad Otočac) je mesto v Liki na Hrvaškem, ki upravno spada v Liško-senjsko županijo in poleg samega mesta/naselja Otočac (3852 prebivalcev leta 2021, v zadnjem desetletju Jugoslavije še preko 5000, upravno območje mesta pa šteje 8.332 ljudi po popisu 2021, največ - 17.000 jih je bilo okoli leta 1900) ter obsega še naslednja naselja (z dopisanim številom prebivalcev po popisu iz leta 2011: 
- Brlog,  279
- Brloška Dubrava, 63
- Čovići, 560
- Dabar, 118
- Doljani, 95
- Drenov Klanac, 40
- Glavace, 30
- Gorići, 22
- Hrvatsko Polje, 187
- Kompolje, 346
- Kuterevo, 522
- Ličko Lešće, 709
- Lipovlje, 214
- Otočac, 4.240
- Podum, 108
- Ponori, 89
- Prozor, 893
- Ramljani, 167
- Sinac, 563
- Staro Selo, 33
- Škare, 36
- Švica, 464

## Demografija
| Pregled števila prebivalcev po letih | Pregled števila prebivalcev po letih | Pregled števila prebivalcev po letih | Pregled števila prebivalcev po letih | Pregled števila prebivalcev po letih | Pregled števila prebivalcev po letih | Pregled števila prebivalcev po letih | Pregled števila prebivalcev po letih | Pregled števila prebivalcev po letih | Pregled števila prebivalcev po letih | Pregled števila prebivalcev po letih | Pregled števila prebivalcev po letih | Pregled števila prebivalcev po letih | Pregled števila prebivalcev po letih | Pregled števila prebivalcev po letih |      |      |
| ------------------------------------ | ------------------------------------ | ------------------------------------ | ------------------------------------ | ------------------------------------ | ------------------------------------ | ------------------------------------ | ------------------------------------ | ------------------------------------ | ------------------------------------ | ------------------------------------ | ------------------------------------ | ------------------------------------ | ------------------------------------ | ------------------------------------ | ---- | ---- |
| 1857                                 | 1869                                 | 1880                                 | 1890                                 | 1900                                 | 1910                                 | 1921                                 | 1931                                 | 1948                                 | 1953                                 | 1961                                 | 1971                                 | 1981                                 | 1991                                 | 2001                                 | 2011 | 2021 |
| 2181                                 | 1626                                 | 2201                                 | 2726                                 | 3928                                 | 3419                                 | 3692                                 | 3070                                 | 3231                                 | 3055                                 | 3622                                 | 4504                                 | 5008                                 | 5404                                 | 4354                                 | 4240 | 3852 |